# Cansu
Cansu  è un nome proprio di persona turco maschile e femminile. 

## Origine e diffusione
Il nome (pronunciato /ʤaƞ'su/) significa letteralmente "spirito (can)/angelo dell'acqua (su)" o "spirito/angelo del mare".
Il prenome è maggiormente diffuso al femminile. Nel 2016, figurava al 78º posto in Turchia come nome più diffuso.

## Onomastico
Il nome è adespota, non essendo portato da alcun santo. L'onomastico si può festeggiare il 1º novembre, giorno in cui cade la festa di Ognissanti.

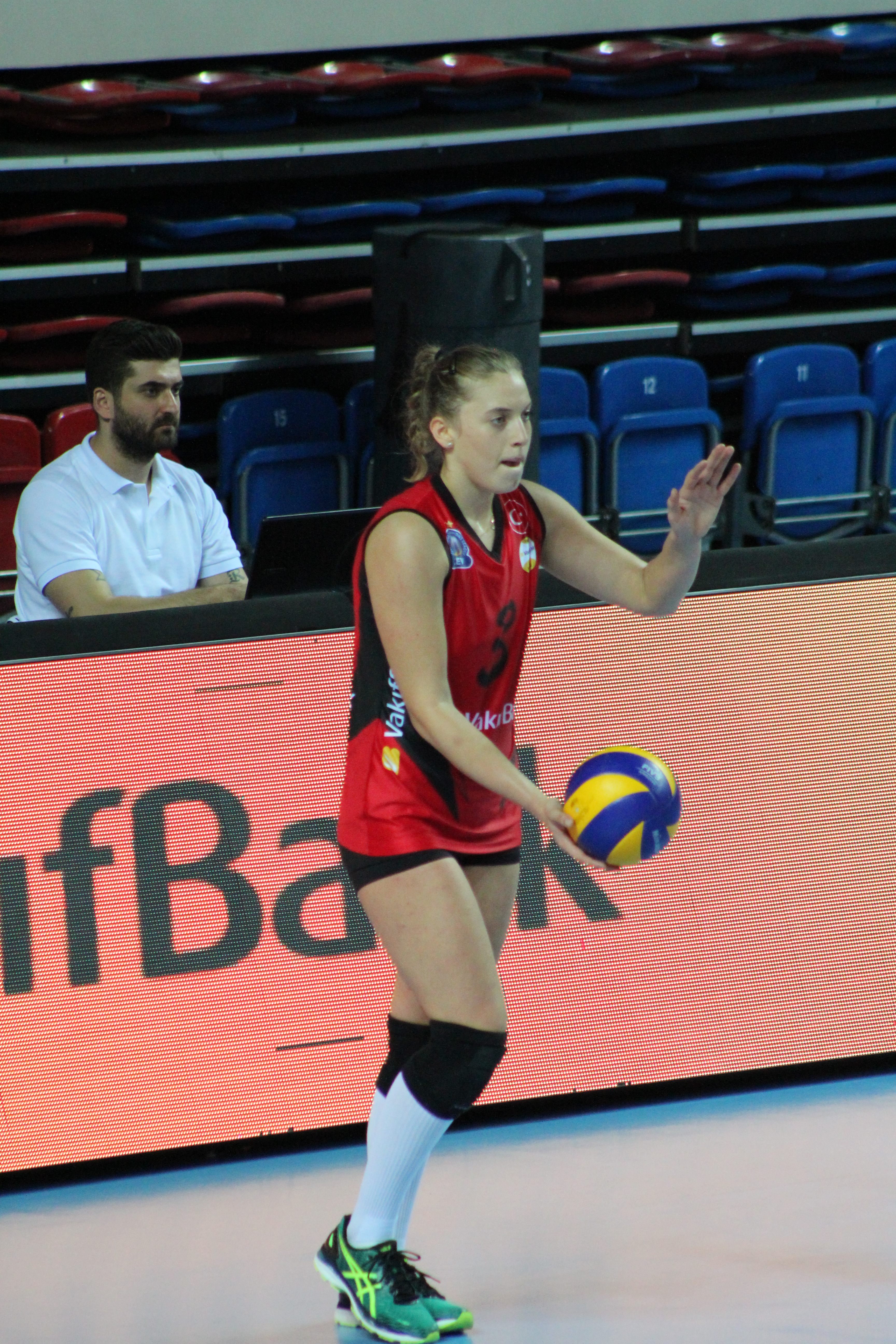
Cansu Özbay

## Persone
- Cansu Aydınoğulları, pallavolista turca
- Cansu Dere, attrice e modella turca
- Cansu Köksal, cestista turca
- Cansu Özbay, pallavolista turca